# Пальмитирование

При пальмитировании добавляется остаток пальмитиновой кислоты.

Пальмитирование — это один из видов посттрансляционной модификации белка, ковалентное присоединение к белку остатка одной из высших жирных кислот с образованием тиоэфирной связи. Чаще всего происходит присоединение пальмитиновой кислоты (откуда и название) к цистеину (S-пальмитирование), реже к серину или треонину (O-пальмитирование). Обычно пальмитированию подвергаются мембранные белки, например молекулы поверхностных рецепторов. Роль пальмитирования в изменении функциональности того или иного белка зависит от конкретного белка.
Пальмитирование повышает гидрофобность белков и способствует их локализации в липидном бислое мембран. Также пальмитирование, судя по всему, играет существенную роль в облегчении внутриклеточного транспорта белков между компартментами мембраны клетки. а также в модулировании межбелковых взаимодействий. В отличие от пренилирования и миристоилирования, пальмитирование обычно обратимо, поскольку связь между остатком пальмитиновой кислоты и белком чаще всего тиоэфирная. Обратная реакция депальмитирования катализируется пальмитоил-протеин-тиоэстеразами. Поскольку пальмитирование представляет собой динамический процесс посттрансляционной модификации, считают, что оно играет роль в локализации белков, в изменении характера межбелковых взаимодействий, или в регулировании способности белков к связыванию с теми или иными лигандами или на способность белков  к гетерополимеризации.
Примером белка, который подвергается пальмитированию, является гемагглютинин, мембранный гликопротеин, который используется вирусом гриппа для присоединения к поверхностным рецепторам клетки организма хозяина и инициации процесса проникновения в неё. В последние годы было описано пальмитоилирование целого ряда ферментов и рецепторов, таких, как G-белок, 5-HT1A-рецептор, эндотелиальная синтаза оксида азота. Другой известный пример — это важный сигнальный белок Wnt, который модифицируется пальмитолеиновой кислотой, присоединённой к остатку серина. Это необычный тип О-ацилирования, который опосредуется мембраносвязанной O-ацилтрансферазой. При передаче сигнала через G-белки, пальмитирование α-субъединицы, пренилирование γ-субъединицы и миристоилирование в нескольких субъединицах приводят к тому, что G-белок оказывается «заякорен» на внутренней стороне клеточной мембраны, что создаёт условия для его взаимодействия с G-белок-связанными рецепторами.

## Роль пальмитирования в регуляции синаптической пластичности
Учёные по достоинству оценили важность присоединения длинных гидрофобных цепей к определённому сигнальному белку клетки. Хорошей иллюстрацией важности этого феномена служит распределение белков в синапсе. Одним из главных белков, обуславливающих этот процесс является белок постсинаптического уплотнения (95 кДа) (англ. postsynaptic density protein 95 или PSD-95). В пальмитированном состоянии он остаётся связанным с мембраной. Такая связь позволяет ему взаимодействовать с ионными каналами и организовывать их в кластер на постсинаптической мембране. Так же, в пресинаптическом нейроне, пальмитирование белка SNAP-25 позволяет комплексу SNARE диссоциировать в процессе эндоцитоза. Таким образом пальмитирование участвует в регуляции выделения нейротрансмиттеров.
Пальмитирование  дельта катенина по-видимому координирует стимулируемые нейрональной активностью изменения в адгезии синаптических молекул, синаптической структуре и локализации рецепторов, которые участвуют в формировании памяти.